# Heriaeus latifrons
Heriaeus latifrons là một loài nhện trong họ Thomisidae.
Loài này thuộc chi Heriaeus. Heriaeus latifrons được Roger de Lessert miêu tả năm 1919.